# Periophthalmus darwini
Periophthalmus darwini es una especie de peces de la familia de los Gobiidae en el orden de los Perciformes.

## Morfología
Los machos pueden llegar a alcanzar los 4,6 cm de longitud total.

## Distribución geográfica
Se encuentra en Australia: Territorio del Norte y Australia Occidental.

## Observaciones
Es inofensivo para los humanos.